# Caulerpe
Caulerpa
Genre
Caulerpa, la Caulerpe, est un genre d'algues vertes caractérisé par un port rampant.

## Étymologie
Le nom féminin caulerpe, formé à partir des mots grecs καυλός (kaulόs), tige, et ἕρπειν (hérpein), ramper, ou erpes, herpest (ramper, reptile), signifie tige rampante.

## Description
Bien que ne possédant pas, comme toute algue, de tissus distincts, les caulerpes développent des parties différenciées : d'une part une sorte de tige rampante, souvent légèrement enfouie dans le sable, d'autre part des frondes vertes dressées (d'aspects très variés selon les espèces) qui prennent naissance sur ce stolon. La structure cellulaire est de type siphoné : toutes les parties de l'algue sont en fait constituées d'un enchevêtrement de filaments tubulaires à plusieurs noyaux. La multiplication végétative est souvent prédominante, par croissance ou par fragmentation des stolons.

## Répartition et habitat
Certaines caulerpes sont communes sur les fonds sableux de faible profondeur.

## Rôle écologique
Dans les lagons des zones tropicales, elles peuvent constituer, en mélange avec les zostères, des herbiers ou prairies sous-marines que viennent brouter les tortues vertes.
Des bouleversements écologiques sont provoqués par un clone de Caulerpa taxifolia en mer Méditerranée. Alors que l'espèce en était absente, des fragments échappés d'aquarium ont pu se multiplier et se développer de manière fulgurante et très envahissante, valant à l'algue le surnom d'« algue tueuse ».

## Utilisation culinaire
Quelques espèces, en particulier Caulerpa lentillifera et Caulerpa racemosa,
au goût poivré, sont consommées sous le nom de « raisins de mer » ou de « caviar vert »  à Okinawa. Elles sont aussi utilisées dans la cuisine indonésienne, soit crues, soit enrobées de sucre. Elles sont cultivées dans les eaux de l'île de Cebu aux Philippines, à la fois pour la consommation locale et l'exportation vers le Japon.
En Europe, une rumeur semble entourer Caulerpa racemosa, selon laquelle elle pourrait provoquer des empoisonnements.
En réalité, au lieu d'un alcaloïde toxique, c'est un pigment jaune, la caulerpine, qui est métabolisé par certaines espèces du genre Caulerpa (notamment Caulerpa serrulata, Caulerpa urvilliana, Caulerpa racemosa par exemple). Ce pigment absorbe les rayonnements UV dans certaines longueurs d'onde, et pouvait de ce fait être utilisé en cosmétologie pour la réalisation de filtre solaire.
Or, en 2004, la presse alertait l'opinion sur la prolifération en Méditerranée de Caulerpa racemosa, après avoir relaté celle de Caulerpa taxifolia, qui contenait, elle, une substance toxique, la caulerpenyne. Il semblerait que cette conjonction de faits et la similitude phonique entre les noms des substances aient donné naissance à cette sombre réputation apparemment infondée de Caulerpa racemosa qui continue d'être consommée crue ou cuite sans effet toxique constaté.

## Liste d'espèces
Selon ITIS :
- Caulerpa ambigua Okamura
- Caulerpa annulata Lucas
- Caulerpa ashmeadi
- Caulerpa bikinensis Taylor
- Caulerpa biserrulata Sonder
- Caulerpa brachypus Harv.
- Caulerpa crassifolia (C. Ag.) J. Ag.
- Caulerpa cupressoides (West) C. Agardh
- Caulerpa falcifolia Bailey & Harvey
- Caulerpa fastigiata Mont.
- Caulerpa fergusonii Murray
- Caulerpa filicoides Yamada
- Caulerpa lentillifera J. Ag.
- Caulerpa macrodisca Decaisne
- Caulerpa mexicana (Sonder Ex Kuet.) J. Ahardh
- Caulerpa microphysa (W. V. Bosse) Feldmann
- Caulerpa nummularia (Harv.) Reinke
- Caulerpa okamurai W. V. Bosse
- Caulerpa paspaloides
- Caulerpa prolifera (P. Forsskal) Lamouroux
- Caulerpa racemosa (Forsskal) J. Agardh
- Caulerpa sedoides (R. Br.) C. Ag.
- Caulerpa serrulata (Forsskal) J. Agardh
- Caulerpa sertularioides (S. G. Gmelin) Howe
- Caulerpa taxifolia (Vahl) C. Ag.
- Caulerpa urvilliana Mont.
- Caulerpa verticillata J. Ag.
- Caulerpa vickersiae
- Caulerpa vieillardi Kuetz.
- Caulerpa webbiana Mont.

Selon WRMS :
- Caulerpa agardhii Weber-van Bosse, 1898
- Caulerpa alternans Womersley, 1956
- Caulerpa ambigua Okamura
- Caulerpa annulata Lucas, 1931
- Caulerpa antoensis Yamada
- Caulerpa articulata Harvey, 1855
- Caulerpa ashmeadii Harvey, 1858
- Caulerpa bartoniae G. Murray
- Caulerpa bikinensis W.R. Taylor, 1950
- Caulerpa biserrulata Sonder, 1871
- Caulerpa brachypus
- Caulerpa brownii (C. Agardh) Endlicher
- Caulerpa buginensis E. Verheij & Prud'homme van Reine, 1993
- Caulerpa cactoides (Turner) C. Agardh
- Caulerpa carruthersii G. Murray Caulerpa Carruthersii, 1893
- Caulerpa clavifera (Turn.) Web. V. B
- Caulerpa cliftonii Harvey
- Caulerpa constricta I.R. Price, J.M. Huisman & M.A. Borowitzka, 1998
- Caulerpa cupressoides (Vahl) C. Agardh, 1817
- Caulerpa denticulata (Decne.) Web. V. B.
- Caulerpa dichotoma Svedelius, 1906
- Caulerpa diligulata Kraft & A.J.K. Millar, 2000
- Caulerpa distichophylla Sonder, 1845
- Caulerpa ellistoniae Womersley, 1955
- Caulerpa elongata Weber-van Bosse
- Caulerpa falcifolia Harvey & Bailey, 1851
- Caulerpa faridii Nizamuddin, 1964
- Caulerpa fastigiata Mont.
- Caulerpa fergusonii G. Murray, 1891
- Caulerpa filicoides
- Caulerpa filiformis (Suhr) Hering
- Caulerpa flexilis J.V. Lamouroux ex C. Agardh
- Caulerpa floridana W.R. Taylor, 1960
- Caulerpa geminata Harvey
- Caulerpa gracilis (Zan.) Web. V. B.
- Caulerpa harveyi F. Müller ex Harvey, 1859
- Caulerpa hedleyi Weber-van Bosse, 1910
- Caulerpa heterophylla I.R. Price, J.M. Huisman & M.A. Borowitzka, 1998
- Caulerpa holmesiana G. Murray
- Caulerpa imbricata G. Murray, 1887
- Caulerpa juniperoides J. Agardh, 1883
- Caulerpa kempfii A.B. Joly & S. Pereira
- Caulerpa lagara Carruthers, Walker & Huisman, 1993
- Caulerpa lanuginosa J. Agardh
- Caulerpa lentillifera J. Agardh, 1837
- Caulerpa lessonii Bory de Saint-Vincent, 1828
- Caulerpa longifolia C. Agardh
- Caulerpa macrophysa Web. V. B.
- Caulerpa manorensis Nizamuddin, 1964
- Caulerpa matsueana Yamada, 1940
- Caulerpa mexicana Sonder ex Kützing, 1849
- Caulerpa microphysa (Weber-van Bosse) J. Feldmann
- Caulerpa murrayi Weber-van Bosse
- Caulerpa nummelaria Harvey ex J. Agardh
- Caulerpa nummularia Harvey ex J. Agardh, 1873
- Caulerpa obscura Sonder
- Caulerpa occidentalis (J. Ag.) Boergs.
- Caulerpa okamurae Weber-van Bosse, 1897
- Caulerpa oligophylla Montagne, 1842
- Caulerpa ollivieri Dostál
- Caulerpa opposita Coppejans & Meinesz, 1988
- Caulerpa papillosa J. Agardh
- Caulerpa parvula Svedelius, 1906
- Caulerpa paspaloides (Bory de Saint-Vincent) Greville, 1830
- Caulerpa peltata J.V. Lamouroux, 1809
- Caulerpa pickeringii Harv. & Bail.
- Caulerpa pinnata C. Agardh, 1817
- Caulerpa plumulifera Zanardini, 1878
- Caulerpa prolifera (Forsskål) J.V. Lamouroux, 1809
- Caulerpa pusilla (Kützing) J. Agardh, 1873
- Caulerpa qureshii Nizamuddin, 1964
- Caulerpa racemosa (Forsskål) J. Agardh, 1873
- Caulerpa remotifolia Sonder
- Caulerpa reniformis South & Skelton, 2003
- Caulerpa reyesii Meñez & Calumpong, 1982
- Caulerpa scalpelliformis (R.Brown ex Turner) C. Agardh, 1817
- Caulerpa sedoides C. Agardh, 1817
- Caulerpa selago (Turner) C. Agardh
- Caulerpa serrulata (Forsk.) J. Ag.
- Caulerpa sertularioides (S.G.Gmelin) M.Howe, 1905
- Caulerpa seuratii Weber-van Bosse, 1910
- Caulerpa simpliciuscula (R. Brown ex Turner) C. Agardh
- Caulerpa spathulata Womersley & A. Bailey, 1970
- Caulerpa subserrata Okamura, 1897
- Caulerpa taxifolia (M.Vahl) C. Agardh, 1817
- Caulerpa tomentella (Harv.) Web. V. B.
- Caulerpa trifaria Harvey
- Caulerpa turbinata (J. Ag.) Eubank
- Caulerpa urvilleana Montagne
- Caulerpa uvifera (Turn.) Web. V. B.
- Caulerpa vanbossea Setchell & N.L. Gardner, 1924
- Caulerpa veravalensis Thivy & Chauhan, 1963
- Caulerpa verticillata J. Ag.
- Caulerpa vesiculifera (Harvey) Harvey
- Caulerpa vickersiae Boergs.
- Caulerpa webbiana Montagne, 1837
- Caulerpa zeyheri Kutzing